# Seth (Name)
Seth ist sowohl als Familienname wie auch als männlicher Vorname gebräuchlich.

## Namensträger
- Seth, siehe Set (Bibel), Sohn Adams
- Seth (ägyptische Mythologie), ägyptische Gottheit
- Seth (König), ägyptischer Pharao
- Seth (Comiczeichner) (* 1962), kanadischer Comic-Zeichner und -Texter
- Seth (Musiker) (* 1972), japanischer Musiker

### Familienname
- Anil Seth (* 1972), britischer Neurowissenschaftler
- Christian Seth (auch: Kristian Sethus; † 1699), deutscher Jurist
- David Seth-Smith (1875–1963), britischer Zoologe und Fernsehmoderator
- Krishna Mohan Seth (* 1939), indischer Militär und Politiker
- Nikhil Seth, indischer Diplomat und seit 2015 Direktor von UNITAR
- Raghunath Seth (1931–2014), indischer Bansurispieler und Komponist
- Reidun Seth (* 1966), norwegische Fußballspielerin
- Ronald Sydney Seth (1911–1985), britischer Schriftsteller
- Roshan Seth (* 1942), britisch-indischer Film- und Theaterschauspieler
- Symeon Seth, Gelehrter am Hof der byzantinischen Kaiser
- Trilok Nath Seth (1928/29–?), indischer Badmintonspieler
- Vikram Seth (* 1952), indischer Schriftsteller

### Vorname
- Seth Abderhalden (1926–1960), Schweizer Bergsteiger
- Seth Adkins (* 1989), US-amerikanischer Filmschauspieler
- Seth Maxwell Barton (1829–1900), Brigadegeneral des konföderierten Heeres im Sezessionskrieg
- Seth Benardete (1930–2001), US-amerikanischer Klassischer Philologe und Philosoph
- Seth Binzer (1974–2024), bekannt als Shifty Shellshock, US-amerikanischer Rocksänger
- Seth Curry (* 1990), US-amerikanischer Basketballspieler
- Seth Davies (* 1988/89), US-amerikanischer Pokerspieler
- Seth Ford-Young (* 1973), US-amerikanischer Musiker
- Seth Green (* 1974), US-amerikanischer Schauspieler
- Seth Godin (* 1960), US-amerikanischer Marketingspezialist und Buchautor
- Seth James, US-amerikanischer Countrymusiker
- Seth MacFarlane (* 1973), US-amerikanischer Autor von Zeichentrick-Serien
- Seth Magaziner (* 1983), US-amerikanischer Politiker
- Seth J. McKee (1916–2016), US-amerikanischer General
- Seth Meyers (* 1973), US-amerikanischer Schauspieler und Comedian.
- Seth Neddermeyer (1907–1988), US-amerikanischer Physiker
- Seth Barnes Nicholson (1891–1963), US-amerikanischer Astronom
- Seth Putnam (1968–2011), US-amerikanischer Musiker
- Seth Rogen (* 1982), kanadischer Schauspieler
- Seth Rollins (* 1986), US-amerikanischer Wrestler
- Seth Rothstein († 2013), US-amerikanischer Musikproduzent und -manager
- Seth Stammler (* 1981), US-amerikanischer Fußballspieler
- Seth Wescott (* 1976), US-amerikanischer Snowboarder